# NBA Summer League
A NBA Summer League ou Liga de verão da NBA é uma série de competições pré-temporada na qual as equipes da NBA, geralmente competem com elencos formados por rookies, jogadores que estão na sua 2ª temporada e agentes-livres. A atual versão da Summer League é composta por 3 ligas: Las Vegas Summer League, California Classic Summer League e Utah Jazz Summer League.

## História
As ligas de verão existem há décadas. Historicamente não havia uma estruturação bem organizada, as ligas se sobrepunham e não era oficialmente coordenadas. Em 2004 ocorreu a primeira edição da Las Vegas Summer League, que é de longe a maior do campeonato, com 23 equipes da NBA e a equipe All-Star da D-League que participa desde 2015.
A Orlando Pro Summer League tem sido realizada desde 2001. A Utah Jazz Summer League teve sua primeira edição em 2015, substituindo o Rocky Mountain Revue, um evento realizado de 1984 a 2008 antes de entrar em um longo hiato devido ao declínio da participação.
Antes das ligas de 2013, os caméões não recebiam premiação, pelo fato da liga servir como um teste individual e de desempenho dos atletas para as equipes. Atualmente as ligas de Orlando e Las Vegas têm premiações para os campeões, embora o desempenho das equipes não sejam mais enfatizados.
As ligas de verão proporcionam oportunidades para agentes livres assinarem com alguma equipe para essas ligas e futuramente conseguirem espaço em alguma equipe da NBA. Após a liga, qualquer equipe pode firmar um contrato com o jogador que é agente livre, ou seja, não existe um contrato de exclusividade entre o jogador e o time que ele competiu na liga. Como exemplo Jeremy Lin, um estudante de harvard, foi convidado pelo Dallas Mavericks para jogar a Summer League, após não ter sido escolhido no draft. Na Summer League de 2010, Lin teve um bom desempenho e mais tarde assinou contrato com o Golden State Warriors.
As ligas geralmente consistem de um punhado de jogos por equipe. Ao contrário de regulamento da NBA, em que os jogos têm 48 minutos de duração, na Summer League eles duram apenas 40 minutos.

### Las Vegas Summer League
Desde a sua primeira edição em 2004, os jogos da Las Vegas Summer League ocorrem na arena da Universidade de Nevada, Las Vegas (UNLV), o Thomas & Mack Center. A sua primeira edição foi composta por seis equipes da NBA – Boston Celtics, Cleveland Cavaliers, Denver Nuggets, Orlando Magic, Phoenix Suns e Washington Wizards – jogando um total de 13 jogos. Após tres temporadas bem sucedidas a participação aumentou de 6 para 13 times e o número de partidas aumentou de 13 para mais de 40. Em 2007, a NBA anexou seu nome ao evento, tornando-se a "NBA" Summer League. Em 2008, a liga expandiu-se para 22 equipes e foi patrocinada pela EA Sports. A partir da temporada de 2015, a Samsung tornou-se o patrocinador oficial da liga.

### Orlando Pro Summer League
A Orlando Pro Summer League existe desde 2001 porém só nomeou um campeão pela primeira vez na temporada de 2013. O primeiro campeão foi o Oklahoma City Thunder que venceu o Houston Rockets na final por 85 a 77.  Em 11 de julho de 2014, o Philadelphia 76ers conquistou o título da temporada de 2014 com uma vitória por 91-75 sobre o Memphis Grizzlies.

### Utah Jazz Summer League
De 1984 até 2008, o Utah Jazz sediou um torneio conhecido como Rocky Mountain Revue. Lançado como uma campanha de sensibilização comunitária para incentivar o interesse de Jazz no verão de 1984, sob a direção dos funcionários de relações públicas do Jazz David Allred e Kim Turner, inicialmente a liga operou como uma liga de três semanas, com ex-alunos e jogadores de Utah, BYU, Weber State e Utah State. Em 1990, depois de enviar uma equipe para a California Summer League no verão anterior, Scott Layden, então diretor de operações e basquete do Jazz, convidou o Portland Trail Blazers, Phoenix Suns e o Sacramento Kings para participar do campeonato que se reformulou para o formato da NBA. Ao longo de 20 anos, o número de equipes participantes aumentaram de quatro equipas (1990) até 16 equipes (1998), incluindo o primeiro time internacional a participar da liga, o Burghy Roma. Em 2008, a NBA Development League tinha um time de embaixadores da D-League participando da liga. O Rocky Mountain Revue também teve a participação da seleção Iraniana de basquetebol.
Devido ao declínio da participação, o evento foi cancelado na temporada de 2009. No entanto, o Jazz confirmou em novembro de 2014 que iriam reviver a liga em 2015, embora com um número menor de equipes participantes. O evento contará com o Boston Celtics, Philadelphia 76ers e San Antonio Spurs, assim como o Jazz, em um evento de seis jogos com duração de quatro dias.

## MVPs
| Ano  | Nacionalidade  | Jogador                     | Posição | Time                   |
| ---- | -------------- | --------------------------- | ------- | ---------------------- |
| 2006 | Estados Unidos | Randy Foye                  | SG      | Minnesota Timberwolves |
| 2007 | Estados Unidos | Nate Robinson               | PG      | New York Knicks        |
| 2008 | Estados Unidos | Jerryd Bayless (Top Rookie) | PG      | Portland Trail Blazers |
| 2009 | Estados Unidos | Blake Griffin               | PF      | Los Angeles Clippers   |
| 2010 | Estados Unidos | John Wall                   | PG      | Washington Wizards     |
| 2012 | Estados Unidos | Damian Lillard (co-MVPs)    | PG      | Portland Trail Blazers |
| 2012 | Estados Unidos | Josh Selby (co-MVPs)        | PG      | Memphis Grizzlies      |
| 2013 | Lituânia       | Jonas Valančiūnas           | C       | Toronto Raptors        |
| 2014 | Estados Unidos | Glen Rice Jr.               | SG      | Washington Wizards     |
| 2015 | Estados Unidos | Kyle Anderson               | SF      | San Antonio Spurs      |
| 2016 | Estados Unidos | Tyus Jones                  | PG      | Minnesota Timberwolves |
| 2017 | Estados Unidos | Lonzo Ball                  | PG      | Los Angeles Lakers     |
| 2018 | Estados Unidos | Josh Hart                   | SG      | Los Angeles Lakers     |
| 2019 | Canadá         | Brandon Clarke              | PF      | Memphis Grizzlies      |

## Campeões
| Ano  | Liga      | Campeão               | Pont.      | Vice                   | MVP da liga       | MVP do campeonato |
| ---- | --------- | --------------------- | ---------- | ---------------------- | ----------------- | ----------------- |
| 2013 | Orlando   | Oklahoma City Thunder | 85–77      | Houston Rockets        | Jeremy Lamb       | Jeremy Lamb       |
| 2013 | Las Vegas | Golden State Warriors | 91–77      | Phoenix Suns           | Jonas Valančiūnas | Ian Clark         |
| 2014 | Orlando   | Philadelphia 76ers    | 91–75      | Memphis Grizzlies      | Elfrid Payton     | Elfrid Payton     |
| 2014 | Las Vegas | Sacramento Kings      | 77–68      | Houston Rockets        | Glen Rice Jr.     | Ray McCallum, Jr. |
| 2015 | Orlando   | Memphis Grizzlies     | 75–73 (OT) | Orlando Magic (White)  | Aaron Gordon      | Aaron Gordon      |
| 2015 | Las Vegas | San Antonio Spurs     | 93–90      | Phoenix Suns           | Kyle Anderson     | Jonathon Simmons  |
| 2016 | Orlando   | Orlando Magic (White) | 87–84 (OT) | Detroit Pistons        | Arinze Onuaku     | Arinze Onuaku     |
| 2016 | Las Vegas | Chicago Bulls         | 84–82 (OT) | Minnesota Timberwolves | Tyus Jones        | Jerian Grant      |